# Torian Graham
Torian Graham (Durham, 9 settembre 1993) è un cestista statunitense.